# Gonzalo Zelarayán
Gonzalo Nicolás Zelarayán (Córdoba, Argentina, 28 de abril de 2004) es un futbolista argentino. Juega como mediocampista ofensivo en Belgrano de la Primera División de Argentina.

## Trayectoria
Surgido de las divisiones juveniles de Belgrano. Debutó en primera el día 12 de abril de 2025 ante Boca Juniors por la fecha 13 del torneo apertura 2025.

## Clubes
| Club     | País      | Período |
| -------- | --------- | ------- |
| Belgrano | Argentina | 2025-   |

## Vida personal
Es sobrino de Lucas Zelarayán con quien comparte plantel en Belgrano.